# Enyaliopsis mulanje
Enyaliopsis mulanje är en insektsart som beskrevs av Glenn Jr. 1991. Enyaliopsis mulanje ingår i släktet Enyaliopsis och familjen vårtbitare. Inga underarter finns listade i Catalogue of Life.